# カン・ユンス
カン・ユンス（ハングル：강윤수、英語：Kang Yoon su、1985年11月16日 - ）は韓国の女性レーシングドライバーである。ソウル出身。大林大学校（テリムデハク）自動車科卒。

## 人物
- 小学校3年生の時に父の影響となり、2002年にはカートレースに出場、2004年にはレーシング大会で総合3位となり、2005年の同大会で優勝となった。
- 2008年はCJレーシングに加入し、韓国で初めてであり、唯一の女性プロレーサーの誕生となった。SUPER6000が専門である。
- 2009年から競技場の姿を見せなったが、2012年に女性運転手のための自動車書籍「ファンタスティック自動車」を出した[2]。
- 2013年には「CJハロービジョンスーパーレース」でドライバーとして復帰している[3]。パイカチに所属[3]している。